# Tromjegan
Tromjegan (rusky Тромъеган) je řeka v Chantymansijském autonomním okruhu v Ťumeňské oblasti v Rusku. Je 581 km dlouhá. Povodí má rozlohu 55 600 km².

## Průběh toku
Pramení v Sibiřských Úvalech. Ústí do průtoku Sanina, který ústí zprava do Obu. Nedaleko ústí přibírá zleva svůj největší přítok Agan.

## Vodní režim
Zdroj vody je smíšený s převahou sněhového. Nejvyšších vodních stavů dosahuje od května do poloviny října. Průměrný roční průtok vody činí 425 m³/s. Zamrzá v říjnu až na začátku listopadu a rozmrzá v květnu.